# Tiro nos Jogos Olímpicos de Verão de 1896

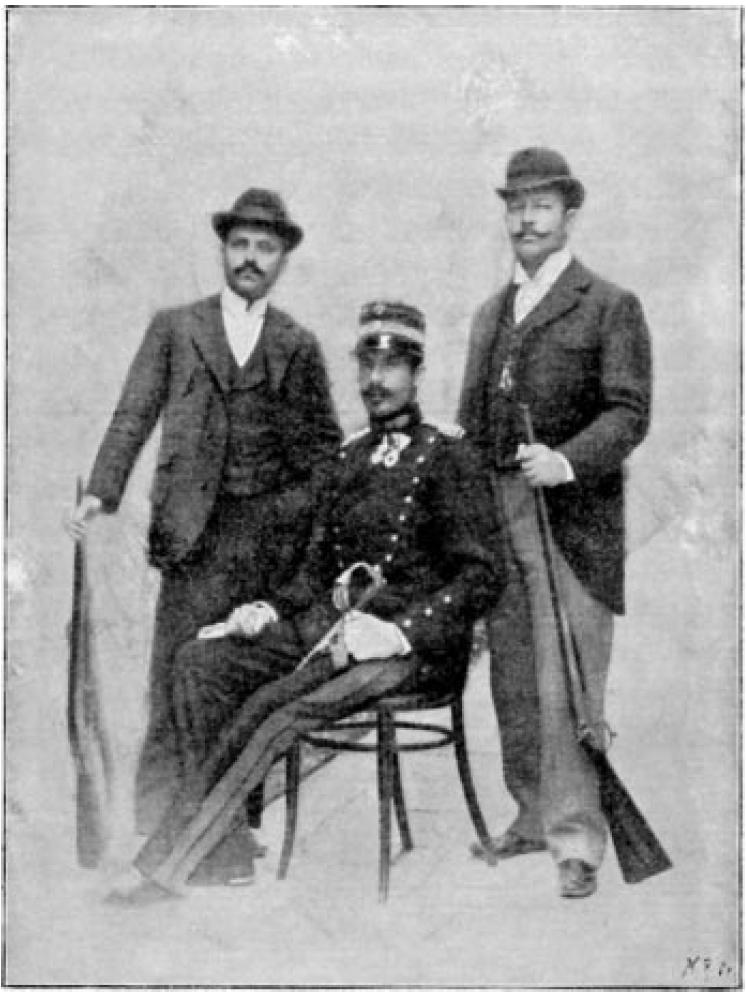
Gregos medalhistas olímpicos em 1896

Nos Jogos Olímpicos de Verão de 1896, cinco eventos do tiro foram disputados, todos masculinos. As disputa realizaram-se de 8 a 12 de abril no recém-construído hall de tiro de Kallithea. Sessenta e um atiradores de sete países participaram das competições.

## Calendário
| Abril | 6 | 7 | 8 | 9 | 10 | 11 | 12 | 13 | 14 | 15 |
| ----- | - | - | - | - | -- | -- | -- | -- | -- | -- |
| Tiro  |   |   |   | 1 | 1  | 2  | 1  |    |    |    |

|  | Dia de competição |  | Dia de final |

## Medalhistas
Masculino
| Evento                            | Ouro                            | Prata                           | Bronze                         |
| --------------------------------- | ------------------------------- | ------------------------------- | ------------------------------ |
| Carabina militar detalhes         | Pantelis Karasevdas GRE Grécia  | Pavlos Pavlidis GRE Grécia      | Nicolaos Trikupis GRE Grécia   |
| Carabina livre detalhes           | Georgios Orphanidis GRE Grécia  | Ioannis Phrangoudis GRE Grécia  | Viggo Jensen DEN Dinamarca     |
| Pistola militar 25 m detalhes     | John Paine USA Estados Unidos   | Sumner Paine USA Estados Unidos | Nikolaos Morakis GRE Grécia    |
| Pistola tiro rápido 25 m detalhes | Ioannis Phrangoudis GRE Grécia  | Georgios Orphanidis GRE Grécia  | Holger Nielsen DEN Dinamarca   |
| Pistola livre detalhes            | Sumner Paine USA Estados Unidos | Holger Nielsen DEN Dinamarca    | Ioannis Phrangoudis GRE Grécia |

## Quadro de medalhas
| Ordem | País               | Medalha de ouro | Medalha de prata | Medalha de bronze |    | Ordem por total |
| ----- | ------------------ | --------------- | ---------------- | ----------------- | -- | --------------- |
| 1     | GRE Grécia         | 3               | 3                | 3                 | 9  | 1               |
| 2     | USA Estados Unidos | 2               | 1                |                   | 3  | 2               |
| 3     | DEN Dinamarca      |                 | 1                | 2                 | 3  | 2               |
| TOTAL | TOTAL              | 5               | 5                | 5                 | 15 | —               |

## Países participantes
- DEN Dinamarca (3)
- FRA França (1)
- GBR Grã-Bretanha (2)
- GRE Grécia (50)
- ITA Itália (1)
- SUI Suíça (1)
- USA Estados Unidos (3)